# El último peldaño de la escalera
El último peldaño de la escalera es un relato corto de Stephen King, publicado por primera vez en la primera colección de cuentos El umbral de la noche.

## Argumento
El protagonista (Larry) está abrumado por una profunda culpa y pesar después de descubrir que su hermana separada se ha suicidado. Cuenta que un fatídico día, hace mucho tiempo, cuando los dos eran niños, jugando en el granero de su familia con sus padres fuera de casa, jugaron un juego prohibido en el que se turnarían para subir a la parte superior de una escalera muy alta en su granero y saltar a un enorme pajar. La escalera ya era vieja e insegura, pero eso era parte de la emoción. En su último giro, Larry se dio cuenta de que la escalera estaba a punto de soltarse. Para cuando aterrizó en el heno, Kitty ya estaba subiendo de nuevo. La escalera se rompió y la dejó aferrada al último peldaño. Larry apiló heno desesperadamente debajo de ella. Cuando Kitty no pudo aguantar más, él le dijo que se soltara y ella lo hizo. El heno rompió la caída de Kitty y le salvó la vida, dejándola con solo un tobillo roto. Larry se asombró cuando Kitty le dijo que no había mirado hacia abajo antes de soltarse, por lo que no sabía nada del heno. Ella simplemente confió en él para salvarse.
Larry cuenta cómo su hermana creció hasta convertirse en una belleza sorprendente. Se suponía que debía asistir a la escuela de negocios pero, en el verano posterior a la graduación, ganó un concurso de belleza y terminó casándose con uno de los jueces. Después de que el matrimonio fracasó, Kitty se mudó a Los Ángeles, consiguió algunos papeles en películas de clasificación B y algunas sesiones de modelaje glamoroso, y se volvió a casar, solo para que este matrimonio también fracasara. A medida que envejecía, Kitty terminó trabajando como prostituta. Larry estaba demasiado absorto en sus propios asuntos para acudir en su ayuda. Parte del problema era negarse a reconocer que había crecido: "Para mí, mi hermana era una niña con coletas, todavía sin pechos". Larry ahora se recuerda así mismo que no se dio cuenta de la importancia de la familia al conservar un artículo de periódico sobre el suicidio de su hermana; "Call Girl Swan Dives to her Death", y la carta final que le envió dos semanas antes de morir, que decía "He estado pensando mucho en eso últimamente ... y lo que he decidido es que hubiera sido mejor para mí si ese último peldaño se hubiera roto antes de que pudieras dejar el heno". Larry afirma que esas palabras habrían sido suficientes para hacerle correr. Desafortunadamente, se había olvidado de decirle a su hermana que se había mudado y la carta no fue recibida a tiempo.

## Conexiones con otros libros de Stephen King
- Larry relata que la granja donde él y su hermana crecieron estaba en Hemingford Home, Nebraska. Este es el pueblo en el que vive Madre Abagail durante los eventos en La danza de la muerte.
- Hemingford Home también es la ciudad vecina de Gatlin, la ubicación del cuento, Los chicos del maíz y aparece en la novela It para presentar a Ben Hanscom.
- En la novela Cell hace su mención.
- En la novela corta 1922, publicada en su colección Todo oscuro, sin estrellas, la trama se desarrolla en Hemingford Home.